# Blue Blood (film, 1973)
Pour les articles homonymes, voir Blue Blood.
Pour plus de détails, voir Fiche technique et Distribution.
Blue Blood est un film d'épouvante fantastique britannique d'Andrew Sinclair sorti en 1972.
Il s'agit de l'adaptation du roman The Carry-Cot (it) d'Alexander Thynn (7e marquis de Bath) publié en 1972.

## Synopsis
Gregory, le jeune seigneur du domaine de Swanbrook, engage une nounou allemande, Beate, pour s'occuper de ses enfants pendant qu'il mène une vie de débauche avec sa maîtresse Carlotta et leurs amis fortunés. Sa femme Lily, chanteuse itinérante, lui rend occasionnellement visite. Gregory confie la gestion du manoir de Swanbrook à son majordome menaçant, Tom, qui méprise les manières décadentes de son faible maître et complote pour en prendre le contrôle. Au fil de ses échanges avec les autres domestiques, Beate se rend compte que Tom est déjà, à bien des égards, le véritable maître de Swanbrook.
Tom utilise la magie noire contre Beate, Carlotta et Lily, leur donnant des visions d'un rituel satanique impliquant le sacrifice d'Edgar, le fils de Gregory et Lily. Lorsque Edgar et sa sœur sont retrouvés avec des blessures inexpliquées, Beate est accusée de maltraitance d'enfant et mise en demeure.
Tom transmet ses visions à Gregory, dont l'esprit est brisé lorsqu'il imagine Tom sacrifiant Edgar. Dans les dernières scènes, Tom, qui a pleinement usurpé la place de Gregory, revêt les habits de son maître et salue Lily (qui ne remet pas en cause ce changement) comme sa dame.

## Fiche technique
- Titre original anglais : Blue Blood
- Réalisation : Andrew Sinclair
- Scénario : Andrew Sinclair d'après The Carry-Cot (it) d'Alexander Thynn (7e marquis de Bath)
- Photographie : Harry Waxman
- Monteur : Keith Palmer (en)
- Musique : Brian Gascoigne
- Décors : Levan Chenguelia (ru)
- Société de production : Mallard Productions
- Pays de production :  Royaume-Uni
- Langue originale : anglais britannique
- Format : couleur par Technicolor - Son mono - 35 mm
- Genre : film d'épouvante fantastique
- Durée : 82 minutes
- Dates de sortie : 
  - Royaume-Uni : novembre 1974

## Distribution
- Oliver Reed : Tom
- Fiona Lewis : Lily
- Anna Gaël : Carlotta
- Derek Jacobi Grégoire
- Meg Wynn Owen : Beate
- John Rainer : Clurman
- Richard Davies : Jones
- Gwyneth Owen : Agnes
- Patrick Carter : Cocky
- Elaine Ives-Cameron : Serena
- Tim Wylton : Morrell
- Hubert Rees :  Barratt
- Dilys Price : Mme Barratt
- Andrew McCall : Gerrard
- Sally Anne Newton : Susannah